# Опока
Опока (рос. опока, англ. opoka, gaize; нім. Kieselkalkton m, Opoka f, Gaise f) — осадова мікропориста порода, складена на 90% з аморфного кремнезему (опалу) з домішками глинистої речовини, і невеликої кількості домішок скелетів дрібних морських організмів (діатомей, радіолярій та спікул кременевих губок), мінеральних зерен (кварцу, польових шпатів, глауконітів). Вміст SiO2 досягає 92-98%. Колір — від ясно-сірого до темно-сірого, майже чорного. Характерний черепашковий злам. Від мергелю відрізняється більшою легкістю, твердістю, не реагує на дію соляної кислоти. Чисті різновиди опоки характеризуються високими адсорбційними властивостями.
Особливо багато цієї породи в Наддністрянщині, де її шари чергуються з шарами крейди.